# فوجيوشيدا (ياماناشي)
مدينة فوجيوشيدا (بالإنجليزية: Fujiyoshida)‏ هي أحد المدن التابعة لمحافظة ياماناشي. تأسست رسميًا في 20/03/1951. ويقدر عدد سكانها بـ 51879 نسمة حسب تقدير مكتب الإحصاء الياباني لعام 2012. تبلغ مساحة فوجيوشيدا 121.83 كم2. بكثافة سكانية تبلغ 426 نسمة/كم2.

## توأمة
لفوجيوشيدا (ياماناشي) اتفاقيات توأمة مع كل من:
- شاموني
- كولورادو سبرينغس